# Улан Эрге
Ула́н Эрге́ (калм. Улан Эрге) — посёлок в Яшкульском районе Калмыкии. Административный центр Уланэргинского сельского муниципального образования.
Население — 919 чел. (2010).
Основан в 1865 году.

## Название
Ойконим Улан Эрге имеет монгольское происхождение и переводится на русский язык как красный яр (калм. улан - красный + калм. эрг - берег, обрыв, яр). Название отражает расположение посёлка на высоком правом берегу реки Яшкуль. Прилагательное калм. улан отражает характерный оттенок почв в окрестностях населённого пункта.

## История
Основанию Улан Эрге поспособствовала правительственная инструкция 1846 года, предписавшая создание оседлых селений по трактам, проходившим через Калмыцкую степь и имевшим важное значение, особенно до проведения железных дорог.
В начале 1860-х годов Кумо-Манычская экспедиция наметила 7 пунктов по Крымскому тракту, который связывал Астрахань с Новочеркасском и Ростовом, причём предполагалось поселить в каждом по 10—15 дворов. Среди этих пунктов значилось и селение Улан Эрге. Поселение возникло к 1865 году.
Первоначально посёлок входил в состав Манычского улуса. Позднее был включён в состав Элистинской волости Черноярского уезда Астраханской губернии. В конце XIX-начале XX веков в Улан Эрге действовал открытый 1877 году миссионерский стан с церковно-приходской школой. Но мероприятия миссионерского общества не имели успеха: во-первых, в эти школы калмыцкие дети набирались в принудительном порядке, во-вторых, учение велось на русском языке, учителя не знали языка своих учеников.
Согласно всероссийской переписи 1897 году в посёлке Улан Эрге проживало 645 душ наличного и 618 постоянного населения. В 1904 году в селе Улан-Эрге имелось 84 двора, проживало 725 жителей обоего пола. Согласно сведениям, содержащимся в Памятной книжке Астраханской губернии на 1914 год в хуторе Уланском (Улан-Эрге) имелось 138 дворов, проживало 543 души мужского и 520 женского пола
В 1920 году посёлок был включен в состав Ики-Цохуровского улуса Калмыцкой АО. В 1930 — 1938 годах являлся административным центром Центрального улуса.
После депортации калмыков был переименован в посёлок Красный. Историческое название возвращено в 1961 году. В декабре 1964 года с центральной усадьбой в Улан-Эрге был создан совхоз "Уланэргинский"

## Физико-географическая характеристика
Посёлок расположен на западе Яшкульского района в пределах Приергенинской равнины, являющейся частью Восточно-Европейской равнины, на правом берегу реки Яшкуль, чуть ниже впадения в неё реки Элиста. Средняя высота над уровнем моря - 27 м. Рельеф местности равнинный.
По автомобильной дороге расстояние до столицы Калмыкии города Элиста составляет 50 км, до районного центра посёлка Яшкуль - 45 км. Ближайший населённый пункт - посёлок Элвг, расположенный в 6,2 км к северо-востоку от Улан-Эрге. К посёлку имеется асфальтированный подъезд от федеральной автодороги Астрахань - Элиста Р216 (2,8 км).
Климат
Согласно классификации климатов Кёппена для Улан Эрге характерен семиаридный климат (индекс BSk). Среднегодовая температура воздуха - 9,9 °C, количество осадков - 292 мм. Самый засушливый месяц - февраль (норма осадков - 15 мм). Самый влажный - май (37 мм).
| Показатель                    | Янв. | Фев. | Март | Апр. | Май  | Июнь | Июль | Авг. | Сен. | Окт. | Нояб. | Дек. | Год   |
| ----------------------------- | ---- | ---- | ---- | ---- | ---- | ---- | ---- | ---- | ---- | ---- | ----- | ---- | ----- |
| Средний суточный максимум, °C | −2,4 | −1,7 | 4,7  | 16,5 | 24,2 | 28,9 | 31,4 | 30,3 | 23,6 | 14,4 | 6,2   | 0,9  | 14,75 |
| Средняя температура, °C       | −5,4 | −5,1 | 0,8  | 10,7 | 17,9 | 22,6 | 25,1 | 23,9 | 17,6 | 9,5  | 3,0   | −1,7 | 9,9   |
| Средний суточный минимум, °C  | −8,4 | −8,5 | −3   | 5,0  | 11,6 | 16,3 | 18,9 | 17,5 | 11,7 | 4,7  | −0,2  | −4,2 | 5,1   |
| Норма осадков, мм             | 20   | 15   | 17   | 18   | 33   | 37   | 31   | 28   | 26   | 19   | 24    | 24   | 292   |
| Источник:                     |      |      |      |      |      |      |      |      |      |      |       |      |       |

Часовой пояс
Улан Эрге, как и вся Республика Калмыкия, находится в часовой зоне МСК (московское время). Смещение применяемого времени относительно UTC составляет +3:00.

## Население
Динамика численности населения по годам:
| 1897 | 1900 | 1905 | 1908 | 1914 |
| ---- | ---- | ---- | ---- | ---- |
| 645  | 563  | 728  | 894  | 1063 |

| 2002 | 2010 |
| ---- | ---- |
| 979  | ↘919 |

Национальный состав
Согласно результатам переписи 2002 года большинство населения посёлка составляли калмыки (49 %) и русские (29 %)

## Социальная инфраструктура
В посёлке действуют дом культуры, библиотека. Медицинское обслуживание жителей посёлка обеспечивают местный фельдшерско-акушерский пункт и Яшкульская центральная районная больница. Среднее образование жители села получают в Улан-Эргинской средней общеобразовательной школе.
Посёлок Улан Эрге электрифицирован и газифицирован. Однако система централизованного водоснабжения отсутствует: водоснабжение осуществляется индивидуально, путём подвоза воды к каждому домовладению.

## Экология
Аварийное состояние земляной плотины, сифонного водовыпуска и водосбросного сооружения водохранилища на реке Элиста, в 4 км западнее посёлка, приводят к его подтоплению. Одновременно посёлок лишён надёжного источника питьевой воды.